# Jacobus Adrianus Cornelis van Leeuwen

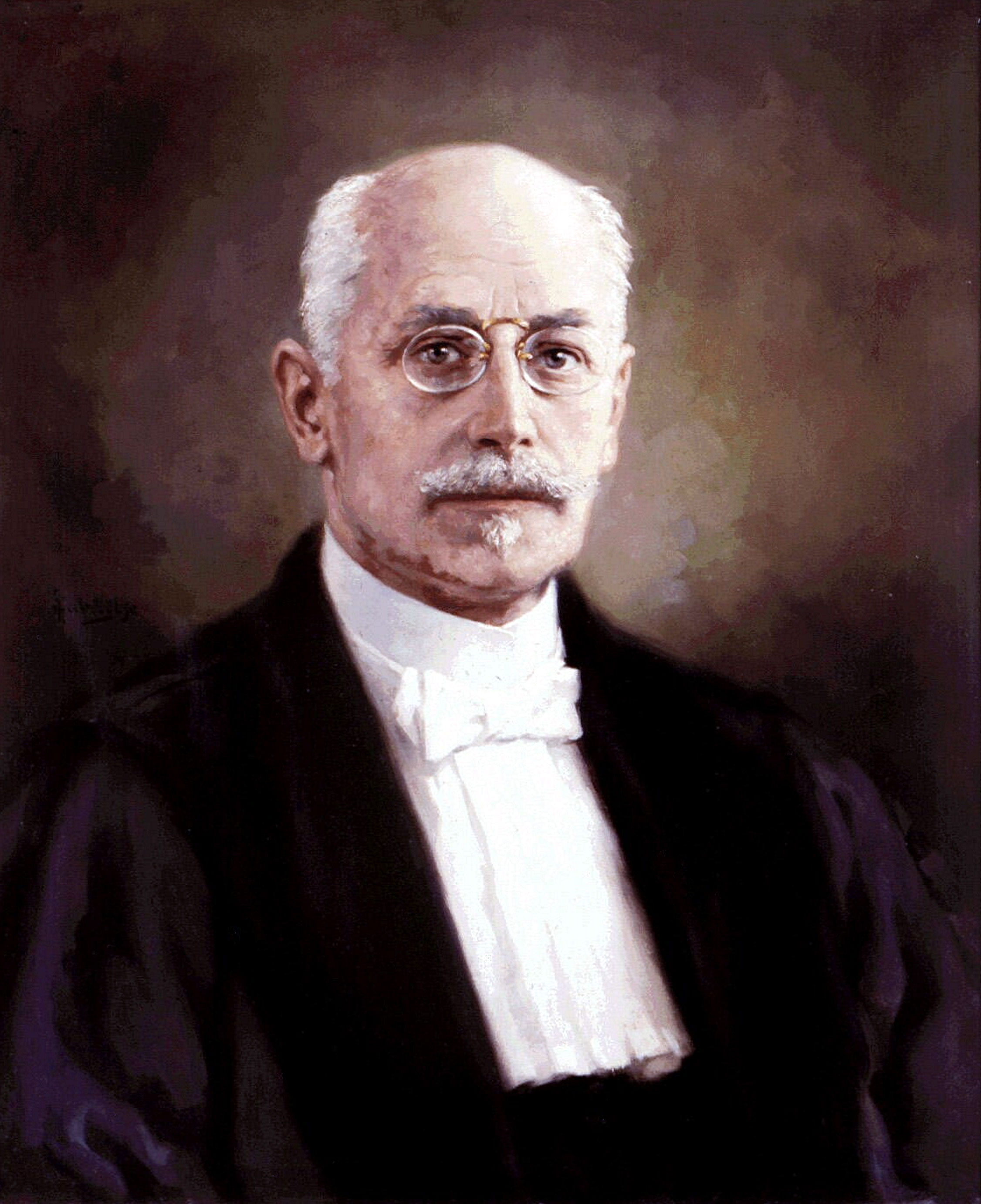
Jacobus Adrianus Cornelis van Leeuwen

Jacobus Adrianus Cornelis van Leeuwen (* 9. Februar 1870 in Vlaardingen; † 13. August 1930 in Utrecht) war ein niederländischer reformierter Theologe.

## Leben
Jacobus Adrianus Cornelis war der Sohn des einstigen Pfarrers und späteren Professors der Theologie in Utrecht Everardus Henricus van Leeuwen (* 14. März 1833 in Zaltbommel; † 9. März 1913 in Haarlem) und dessen Frau Adriana Maria Theodora Repelius (* 11. Februar 1843 in Echteld; † 5. Februar 1912 in Velp). Er hatte das Gymnasium in Zutphen besucht und 1888 ein Studium der Theologie an der Universität Utrecht begonnen. Hier promovierte er am 11. April 1894 unter Jacob Cramer mit dem Thema De Joodsche achtergrond van den brief aan de Romeinen (deutsch: Der jüdische Hintergrund von dem Brief an die Römer) zum Doktor der Theologie. Im selben Jahr erhielt er eine Pfarrstelle in Avereest und ging 1903 in gleicher Stellung nach Alkmaar.
1908 wurde er als Professor der Theologie an die Utrechter Hochschule berufen, wobei er den Lehrauftrag für die Enzyklopädie der Theologie, der altchristlichen Literatur und Exegese des Neuen Testaments erhielt. Hierzu hielt er am 7. Dezember des Jahres die Einführungsrede Literatuur èn schriftuur (deutsch: Literatur und Schrift). Im Akademiejahr 1921/22 war er Rektor der Alma Mater, war Redakteur der Zeitschrift Theologische Studien und hatte zahlreiche Ämter der reformierten Kirche inne. So war er Prälat, Vorsitzender der reformierten Pfarrschulen und Vorsitzender der Zentrale der reformierten niederländischen Kirchen. 1929 wurde ihm für seine Verdienste um die ungarische protestantische Kirche, das Ehrendoktorat der reformierten theologischen Fakultät der Universität Debrecen verliehen.

## Familie
Van Leeuwen verheiratete sich am 26. April 1894 in Utrecht mit Wilhelmina Johanna Josina Maria Bronsveld (* 19. Februar 1867 in Charlois; † 3. September 1943 in Utrecht), die Tochter des Pfarrers Andries Willem Bronsveld (* 16. Januar 1839 in Harderwijk; † 30. November 1924 in Utrecht) und dessen Frau Catharina Cornelia Clarisse (* 23. Januar 1843 in Harderwijk; † 14. Februar 1921 in Utrecht). Aus der Ehe stammen Kinder. Von den Kindern kennt man:
- zwei leblose Kinder (* & † Juli 1895)
- Catharina Cornelia van Leeuwen (* 2. Juni 1896 in Avereest) verh. 12. Mai 1923 in De Bilt mit Bernd Dietrich Hans von Arnim (* 8. September 1899 in Rostock; † 5. Februar 1946 in Graz)
- Adriana Maria Theodora van Leeuwen (* 3. August 1898 in Avereest) verh. 30. Januar 1922 in Utrecht (gesch. 27. Mai 1952 ebenda) mit Martinus Cornelis Slotemaker de Bruine (* 17. Juni 1897 in Beilen; † 14. Mai 1986 in Wassenaar)
- Elisabeth Henriette van Leeuwen (* 2. Januar 1903 in Avereest; † 14. Oktober 1989 in Bilthoven) verh. 3. März 1927 in Utrecht mit Floris Egbertus Vos (* 1. Mai 1903 in Utrecht; † 9. September 1988 in Bilthoven)

## Werke (Auswahl)
- De Joodsche achtergrond van den brief aan de Romeinen. Utrecht 1894
- Verzoening. Utrecht 1903
- Literatuur en Schriftuur. Utrecht 1908
- Op weg naar het ambt. Utrecht 1908
- Ja en Amen, zes preeken. Alkmaar 1909
- Het Nieuwe Testament. Utrecht 1910, 3. Aufl. Amsterdam 1926
- Onder Zijne vleugelen. Utrecht 1913
- Erasmus. Baarn 1914
- Voorwerpelijke en onderwerpelijke prediking. Maassluis 1918, 2. Aufl. 1936
- Armen en rijken. Kampen 1919
- Het problem van den oorsprong der christlijke religie. Utrecht 1922
- Openbaring en Cultuur. Utrecht 1929
- Zuivere objectiviteit? Utrecht 1925